# Уно Палу
Уно Палу (еве Uno Palu; нар. 8 лютого 1933 — пом. 15 січня 2024) — радянський естонський легкоатлет, який спеціалізувався в десятиборстві.

## Із життєпису
Заняття легкою атлетикою розпочав у 1951.
На внутрішніх змаганнях представляв Естонську РСР та спортивне товариство «Динамо» (Таллінн).
Учасник олімпійських змагань з десятиборства на Іграх-1956, де посів 4-е місце.
Срібний призер змагань з десятиборства на чемпіонаті Європи (1958).
Срібний (1958) та бронзовий (1955, 1956, 1960) призер змагань з десятиборства на чемпіонатах СРСР.
По завершенні змагальної кар'єри працював тренером.
Пішов з життя, маючи 90 років.